# CMON
La CMON Limited, precedentemente conosciuta come CoolMiniOrNot, è un editore di giochi da tavolo e miniature, noto per numerosi giochi di successo finanziati tramite campagne di crowdfunding, tra cui la serie di Zombicide e il wargame A Song of Ice and Fire - Tabletop Miniature Game.
È anche proprietaria del sito coolminiornot.com, una piattaforma che consente agli utenti di caricare immagini delle proprie miniature dipinte, per ricevere valutazioni dalla community.
Dal 2 dicembre 2016, CMON Limited è quotata sulla Borsa di Hong Kong.

## Storia
La società è stata fondata nel 2001 come una comunità online dedicata alla condivisione di immagini di miniature dipinte, permettendo agli utenti di esprimere un giudizio su di esse, simile a piattaforme come Hot or Not, dove invece vengono valutate foto di persone.
Nel 2011, l'azienda ha cambiato nome in CMON e ha fatto il suo ingresso nel mercato dei giochi da tavolo, adottando un modello di finanziamento basato sul crowdfunding e specializzandosi in giochi con miniature.
Nel 2012, CMON ha lanciato su Kickstarter il gioco Zombicide, che ha raccolto 781000 $ e ottenuto una risposta entusiastica dal pubblico. Negli anni successivi, la società ha sviluppato una linea tematica di grande successo, realizzando numerose edizioni del gioco ambientate in periodi storici diversi (come il medioevo o la fantascienza) o in collaborazione con altri franchising, come DC Universe e Marvel.
Nel 2016 è stato sviluppato il primo capitolo della serie Massive Darkness.
Nel 2017, è stato finanziato il wargame A Song of Ice and Fire - Tabletop Miniature Game, noto anche come ASOIAF Miniature. Il gioco è basato sull'opera letteraria Cronache del ghiaccio e del fuoco di George R. R. Martin, ad oggi continua a essere supportato con aggiornamenti semestrali e il rilascio periodico di nuove unità. Per sostenere la comunità di giocatori, CMON ha creato un sito ufficiale e un'applicazione mobile dedicati, utili soprattutto per la creazione di liste da battaglia.

Nel 2024, è stato lanciato su Gamefound il gioco di schermaglie A Song of Ice and Fire - A Tabletop Skirmish Game, anch'esso ambientato nell'universo di Martin e caratterizzato da un sistema integrato con il wargame precedente.
Nel 2018 è stata avviata una linea di giochi ambientata nell'universo di Cthulhu dello scrittore H.P. Lovecraft.
Nel 2020, CMON ha finanziato il primo di una serie di giochi di successo, Marvel United. Negli anni successivi, sono stati sviluppati altri titoli della serie, inclusa nel 2024 una versione ambientata nell'universo DC.

### Crystal Brush
Dal 2013 la società organizza la  competizione di pittura di miniature Crystal Brush, con un primo premio nel 2018 di 10000 $.
Il punteggio alle miniature in competizione viene assegnato per metà da un pannello di giudici e per metà mediante voto online.

## Campagne crowdfunfing

### Kickstarter
| Titolo del Progetto                                         | Finanziamento in Dollari USA | Finanziamento (%) | N° di finanziatori | Data di Chiusura |
| ----------------------------------------------------------- | ---------------------------- | ----------------- | ------------------ | ---------------- |
| Zombicide                                                   | 781,597                      | 3,907             | 5,258              | 06-05-2012       |
| Sedition Wars: Battle for Alabaster                         | 951,254                      | 4,756             | 4,278              | 30-06-2012       |
| Relic Knights                                               | 909,537                      | 4,547             | 3,459              | 09-09-2012       |
| Guilds of Cadwallon                                         | 116,938                      | 2,338             | 2,955              | 22-12-2012       |
| Rivet Wars                                                  | 582,316                      | 2,329             | 2,464              | 04-02-2013       |
| Zombicide: Season 2                                         | 2,225,018                    | 9,020             | 8,844              | 31-03-2013       |
| Kaosball                                                    | 356,752                      | 1,896             | 1,427              | 30-06-2013       |
| Wrath of Kings                                              | 718,152                      | 1,435             | 3,756              | 15-09-2013       |
| Arcadia Quest                                               | 774,222                      | 1,548             | 4,885              | 16-03-2014       |
| Dogs of War                                                 | 66,703                       | 266               | 1,139              | 10-05-2014       |
| XenoShyft Onslaught                                         | 242,832                      | 971               | 3,367              | 19-06-2014       |
| Zombicide: Season 3                                         | 2,849,064                    | 2,849             | 12,011             | 28-07-2014       |
| The World of Smog                                           | 101,351                      | 405               | 1,770              | 09-11-2014       |
| Rum & Bones                                                 | 739,513                      | 1,479             | 4,417              | 29-12-2014       |
| Blood Rage                                                  | 905,682                      | 1,811             | 9,825              | 18-03-2015       |
| B-Sieged: Sons of the Abyss                                 | 567,350                      | 1,134             | 4,744              | 25-05-2015       |
| Zombicide: Black Plague                                     | 4,078,954                    | 3,263             | 20,913             | 06-07-2015       |
| The Others: 7 sins                                          | 1,464,489                    | 1,464             | 10,136             | 06-10-2015       |
| Arcadia Quest: Inferno                                      | 1,710,714                    | 1,710             | 9,991              | 08-12-2015       |
| XenoShyft: Dreadmire                                        | 383,407                      | 1,278             | 4,398              | 31-01-2016       |
| Masmorra: Dungeons of Arcadia                               | 1,010,959                    | 1,684             | 10,862             | 08-03-2016       |
| Rum & Bones: Second Tide                                    | 917,864                      | 1,147             | 5,794              | 28-04-2016       |
| Massive Darkness                                            | 3,560,643                    | 1,780             | 22,361             | 07-07-2016       |
| The World of SMOG: Rise of Moloch                           | 1,174,130                    | 1,677             | 7,892              | 03-02-2017       |
| Rising Sun                                                  | 4,228,060                    | 1,409             | 31,262             | 04-04-2017       |
| Zombicide: Green Horde                                      | 5,004,614                    | 1,668             | 27,236             | 27-06-2017       |
| A Song of Ice and Fire: Tabletop Miniatures Game            | 1,690,466                    | 563               | 9,040              | 15-08-2017       |
| HATE                                                        | 1,469,489                    | 734               | 10,227             | 07-02-2018       |
| Zombicide: Invader                                          | 3,352,208                    | 1,340             | 18,486             | 03-05-2018       |
| Arcadia Quest: Riders                                       | 316,018                      | 1,053             | 5,272              | 25-05-2018       |
| Cthulhu: Death May Die                                      | 2,412,286                    | 1,206             | 15,831             | 24-07-2018       |
| Starcadia Quest                                             | 935,956                      | 468               | 6,503              | 11-09-2018       |
| Project: Elite                                              | 634,782                      | 635               | 5,367              | 12-11-2018       |
| Bloodborne: The Board Game                                  | 4,013,731                    | 2,007             | 23,986             | 14-05-2019       |
| Trudvang: Legends                                           | 1,492,714                    | 746               | 11,808             | 15-07-2019       |
| Zombicide: 2nd Edition                                      | 3,410,084                    | 1,363             | 21,735             | 06-11-2019       |
| Night of the Living Dead: A Zombicide Game                  | 430,154                      | 2,150             | 6,318              | 18-12-2019       |
| Marvel United                                               | 2,866,358                    | 1,910             | 21,291             | 05-03-2020       |
| Ankh                                                        | 3,320,196                    | 1,107             | 23,386             | 05-05-2020       |
| Massive Darkness 2: Hellscape                               | 3,813,274                    | 1,270             | 21,763             | 26-08-2020       |
| Zombicide: Undead or Alive                                  | 3,310,872                    | 2,207             | 21,160             | 11-03-2021       |
| Marvel United: X-Men                                        | 5,988,089                    | 1,995             | 25,404             | 05-05-2021       |
| Masters of the Universe: The Board Game - Clash For Eternia | 2,046,517                    | 1,023             | 8,166              | 01-10-2021       |
| Marvel Zombies - A Zombicide Game                           | 9,032,583                    | 1,807             | 28,974             | 03-02-2022       |
| Cyberpunk 2077: Gangs of Night City - The Board Game        | 886,783                      | 887               | 6,345              | 06-07-2022       |
| Dune: War for Arrakis                                       | 1,334,501                    | 1,335             | 11,449             | 22-09-2022       |
| Cthulhu: Death May Die - Fear of the Unknown                | 3,426,673                    | 1,713             | 21,337             | 09-11-2022       |
| Marvel United: Multiverse                                   | 4,787,626                    | 2,394             | 20,886             | 08-02-2023       |
| Zombicide: White Death                                      | 3,839,614                    | 1,920             | 19,303             | 26-04-2023       |
| DCeased                                                     | 2,564,789                    | 855               | 12,787             | 2023-12-01       |

### Gamefound
| Titolo del Progetto                                                 | Finanziamento in Dollari USA | Finanziamento (%) | N° di finanziatori | Data di Chiusura |
| ------------------------------------------------------------------- | ---------------------------- | ----------------- | ------------------ | ---------------- |
| A Song of Ice & Fire: Tactics - A Tabletop Miniatures Skirmish Game | 1,886,510                    | 629               | 6,406              | 22-02-24         |
| God of War: The Board Game                                          | 832,945                      | 555               | 4,388              | 02-05-24         |
| Degenesis: Clan Wars                                                | 339,743                      | 340               | 1,232              | 07-06-24         |
| DC Super Heroes United                                              | 4,478,990                    | 2,239             | 14,040             | 31-07-24         |